# Örtliche Einmessung
Als örtliche Einmessung versteht man in der Geodäsie eine lokale Vermessung zur Einbindung neuer Grenzlinien, Bauwerke und Gebäudeteile, Verkehrsflächen und anderer Objekte in bestehende Pläne oder bodenbezogene Informationssysteme.
Auch die nachträgliche Koordinatenbestimmung einzelner Einschalt- und Grenzpunkte, Zwillings- und Gabelpunkte, Turmbolzen usw. in das Lagefestpunktfeld gehört dazu. Arbeiten größeren Umfangs werden hingegen als Neuvermessung oder Netzeinschaltung bezeichnet.

## Methoden
Die Einmessung erfolgt im Regelfall mit dem Theodolit bzw. Tachymeter durch Bestimmung von Polarpunkten, wenn die früher vermarkten Polygonpunkte noch sichtbar sind. Andernfalls wird das Instrument durch freie Stationierung an einige koordinativ bestimmte Punkte (Gebäudeecken, Grenzpunkte usw.) angeschlossen, wodurch die lokale Einmessung ebenfalls sofort ins System der Landeskoordinaten eingebunden ist. Bei nur wenigen zu vermessenden Details wird manchmal auch der Bogenschnitt verwendet, bei rechtwinkligen Gebäuden oder parallelen Linien auch reine Streckenmessung. Mit diesen Verfahren wird eine höhere relative Genauigkeit erreicht, als mit einer auch möglichen Einmessung mit GNSS-Messverfahren.

## Einzelpunkte
Außer den manchmal einzuschaltenden neuen Vermessungspunkten gibt es eine Reihe von Aufgaben, bei denen nur einzelne oder ganz wenige Punkte einzumessen sind – beispielsweise
- neue Lichtmasten, Satellitenantennen, Kanalschächte
- Feuerstellungen für Geschütze
- Pegel, Gravimeterpunkte etc.
- Grundstücksteilungen in der Katastervermessung
- Vermessungspfeiler bei Tunnelportalen
- Anschluss eines Turmbolzens an den Kirchturmknauf oder umgekehrt
- örtliche Bezugspunkte für die Archäologie und andere Kleinvermessungen.

Die Aufnahme schwach gekrümmter Verläufe (z. B. Straßenränder, Gehsteige) erfolgt oft von einer Tangente oder einer ähnlichen Geraden aus, indem in regelmäßigen Abständen die Pfeilhöhe (Abstand von der Geraden) gemessen wird. Dieses Verfahren wird auch zur Absteckung von Kurven verwendet.